# تومویو هارادا
تومویو هارادا (انگلیسی: Tomoyo Harada؛ زادهٔ ۲۸ نوامبر ۱۹۶۷) یک هنرپیشه، و خواننده اهل ژاپن است.